# Де Граафсхап
Веренигинг Бетаалд Вутбал Де Граафсхап (на нидерландски: Vereniging Betaald Voetbal De Graafschap) е нидерландски футболен клуб от град Дутинхем, провинция Гелдерланд. В България е по-популярен под съкратеното си наименование Де Граафсхап.

## Успехи
Ерсте Дивизи
- Шампион (3): 1991, 2007, 2010

## Известни футболисти
- Гюс Хидинк
- Клас-Ян Хунтелар
- Джейсън Кълийна